# Yu-Gi-Oh! - Il film
Yu-Gi-Oh! - Il film, in inglese Yu-Gi-Oh! The Movie: Pyramid of Light, in giapponese Yu-Gi-Oh! Duel Monsters Hikari no Pyramid (遊戯王デュエルモンスターズ 光のピラミッド?, Yūgiō Dyueru Monsutāzu Hikari no Piramiddo) è un film d'animazione del 2004 diretto da Hatsuki Tsuji.
Film prodotto dalla Warner Bros. e tratto dall'anime Yu-Gi-Oh!. Uscito al cinema il 13 agosto 2004 negli Stati Uniti e in Italia il 5 novembre dello stesso anno, in Giappone è stato trasmesso su TV Tokyo per la prima volta il 2 gennaio 2005. È una co-produzione nippo-americana.

## Trama
La storia inizia con una breve scena in cui si narra quello che successe migliaia di anni fa, quando il Faraone Atem (o anche Yami Yugi) rinchiuse la forza oscura dei Giochi delle Ombre (Yami no Games) dentro ai leggendari "Oggetti del Millennio" fra cui il Puzzle del Millennio. Poco dopo la scena mostra Yugi Mutō che finalmente dopo molto tempo di duro lavoro, completa il Puzzle liberando i mostri di Duel Monsters e Yami. Nello stesso istante, in Egitto, alcuni archeologi scoprono la tomba perduta di Anubis, il dio Egizio dei Morti. Poco dopo aver trovato un oggetto a forma di piramide blu molto simile ad un Oggetto del Millennio, la stanza del tesoro crolla travolgendo gli archeologi.
Dopodiché c'è un salto temporale che mostra quello che succede nel presente: Seto Kaiba, dopo aver subìto l'ennesima sconfitta licenzia i suoi scienziati per la loro incompetenza ormai deciso a trovare una carta per sconfiggere le Divinità Egizie di Yugi e quindi a riuscire finalmente a batterlo, si reca da Maximillion Pegasus (Pegasus J. Crawford in originale) e lo sfida a duello, mettendo in gioco l'unica carta in grado di sconfiggere Yugi e i suoi tre Draghi Bianchi Occhi Blu. Il duello finisce con Seto vincitore, che si porta via ben due carte. In realtà una di esse è stata aggiunta la sera prima da uno spirito che si rivelerà essere proprio Anubis.
Detto questo la scena si sposta a Yugi che, insieme a Joey Wheeler (Katsuya Jonouchi nella versione originale), Tea Gardner (Anzu Mazaki) e Tristan Taylor (Hiroto Honda), esce da scuola e viene "accolto" da una folla di appassionati di Duel Monsters che vuole batterlo per impossessarsi del Titolo di Campione e delle Divinità Egizie. Grazie ai suoi amici (Joey e Tristan affrontano la folla al posto suo) Yugi riesce a fuggire e lui e Tea si rifugiano al museo Egizio dove incontrano Solomon Mutō (Sugoroku Mutō), il nonno di Yugi, intento a osservare la nuova mostra: essa contiene la mummia di Anubis e La Piramide Di Luce, il manufatto presente all'inizio del film. Poco dopo aver letto una strana profezia scritta sul sarcofago di Anubis, però, Yugi, Tea e il Nonno svengono, come colpiti in testa da qualcuno. Yugi fa uno strano sogno in cui vede Yami affrontare Seto che però è in pericolo. Risvegliatosi, scopre che sia la mummia sia la Piramide sono sparite e decide di andare da Seto per avvertirlo del sogno. Poco dopo però è raggiunto da Mokuba che gli dice che Seto lo vuole sfidare a duello.
Yugi accetta la sfida e nell'arena di Duel Monsters nuova di zecca di Seto, si trasforma in Yami e i due cominciano a duellare, raggiunti poco dopo da Tristan e Joey che osserveranno il duello insieme a Mokuba.
Yami gioca poi le tre Divinità Egizie, che verranno però prontamente bloccate dalla nuova carta trappola di Seto: Piramide di Luce.
L'effetto di questa carta, però, non solo distrugge le divinità rimuovendole dal gioco, ma isola Seto e Yami dal resto della città e imprigiona lo Spirito di Yugi nel Puzzle del Millennio, separandolo da Yami. La carta rimane attiva sul terreno dopo essere stata giocata e, nonostante Seto (sempre scettico rispetto ai poteri occulti del Duel Monsters) non voglia ammetterlo, rende la partita un "gioco delle ombre": quando i giocatori perdono punti, viene risucchiata loro anche energia vitale, che va ad alimentare il risveglio di Anubis, in una stanza all'interno del puzzle del millennio. La piramide di energia creatasi attorno al campo di gioco dopo attira a sé anche le anime di Joey e Tristan, che raggiungono Yugi mentre i loro corpi cadono a terra privi di conoscenza.
Il duello prosegue fino a quando Seto, in netto vantaggio, sacrificando il suo Drago Finale Occhi Blu, evoca l'altra sua nuova carta, il Drago Lucente Occhi Blu. Questa carta è dotata di vari e potenti effetti, e per Seto la vittoria è vicina. Nonostante una voce dentro di sé (quella di Anubis) gli dica di non agire in quel modo, Seto sacrifica il drago per attivare il suo effetto che gli consente di distruggere una carta, volendo eliminare proprio la Piramide di Luce in quanto essa intralcia la sua strategia per sconfiggere il rivale. Stranamente essa non viene eliminata, ed a quel punto, affermando che non può permettere che la piramide venga distrutta, Anubis esce allo scoperto ed assume consistenza corporea, prendendo il posto di Seto per concludere il duello contro Yami (colui che lo aveva battuto e segregato migliaia di anni prima), rimasto con sole quattro carte.
Intanto, nel puzzle del Millennio, Yugi, Joey e Tristan affrontano un esercito di mummie, aiutati poco dopo da Tea, anch'ella assorbita dal Puzzle. Yugi riesce a capire la profezia scritta sul sarcofago e riesce ad indebolire la piramide di luce utilizzando il "pugnale del destino". Yami percepisce questo indebolimento; riesce a riportare in gioco il Drago Lucente Occhi Blu, e questa volta, sacrificandolo, la carta della piramide viene veramente distrutta. La grande piramide che cingeva il campo di gioco sparisce e le anime di Yugi, Joey, Tristan e Tea vengono liberate. Anubis però ha ancora al collo la piccola piramide che era esposta al museo, e con essa alimenta un mostro rendendolo estremamente potente (35000 punti). Yami, con la sua ultima carta, riesce a prendere il controllo di un'altra carta di Seto, con la quale riporta in gioco le tre divinità egizie (la tattica di Seto era appunto quella di distruggere la piramide per poter sconfiggere il faraone con le sue stesse divinità): sacrificandone due può concedere all'Obelisco del Tiranno un colpo di potenza infinita, con il quale vince il duello. La piramide viene distrutta assieme al corpo del suo possessore, ma lo spirito Anubis si trova ancora nella pietra che era incastonata nell'oggetto: non si arrende e dà vita ad un mostro "vero", che inizia a distruggere l'edificio. Yami e Yugi evocano quindi il Drago Lucente Occhi Blu, che distrugge definitivamente il mostro e la pietra di Anubis. Seto, seccato perché è sicuro che senza l'interruzione di Anubis avrebbe vinto il duello, se ne va, in attesa di un nuovo combattimento con Yugi.

## Produzione
Il film, creato in Giappone su commissione dell'azienda statunitense 4Kids Entertainment, è stato prodotto in due versioni: una per il mercato giapponese e l'altra per la distribuzione in America e nel resto del mondo; in quest'ultima sono state apportate varie modifiche per adattare la pellicola ad un pubblico internazionale, le più rilevanti sono quelle relative alla colonna sonora e ai dialoghi, nonché al taglio di alcune scene e altre ancora che presentano un montaggio differente dalla versione giapponese, mentre le scritte sulle carte sono state graficamente convertite in inglese (invece che ingrandendo l'immagine come nella versione statunitense della serie animata).

## Distribuzione

### Doppiaggio
L'edizione italiana è stata affidata allo Studio P.V. di Milano (direttrice Lisa Mazzotti, dialoghista Ruggero Busetti); così facendo è stato possibile utilizzare le stesse voci adottate dalla Merak Film di Milano per la serie trasmessa su Italia 1.

## Citazioni e riferimenti
Seto Kaiba, dopo aver sconfitto Maximillion Pegasus, esclama: "È tutto, gente!", frase pronunciata alla fine degli episodi di Looney Tunes da Porky Pig, personaggio della Warner Bros. che ha i diritti sul film di Yu-Gi-Oh!.

## Drago Lucente Occhi Blu
Questa nuova carta ha gli stessi punti d'attacco del "Drago Bianco Occhi Blu", ma può essere evocata solo sacrificando la carta "Drago Occhi Blu Finale". Si potenzia di 300 punti per ogni drago nel cimitero e può negare l'effetto di magie, trappole e effetti mostro che lo designano come bersaglio. Creata appositamente per il film è stata poi anche aggiunta nel gioco di carte vero, tuttavia nel film Seto e poi Yami la sacrificano per distruggere la Piramide di Luce: sacrificandola è possibile distruggere un'altra carta.